# Bredenbury
Bredenbury – wieś i civil parish w Anglii, w hrabstwie Herefordshire. W 2011 roku civil parish liczyła 169 mieszkańców. Bredenbury jest wspomniana w Domesday Book (1086) jako Bridenberie.